# مايك تشيري
مايك تشيري (بالإنجليزية: Mike Cherry)‏ هو لاعب كرة قاعدة أمريكي، ولد في 1962.

## وصلات خارجية
- مايك تشيري على موقعبيزبول رفرنس.كوم (الدوري الثانوي) (الإنجليزية)